# Contea di Lunenburg (Virginia)
La contea di Lunenburg (in inglese Lunenburg County) è una contea dello Stato della Virginia, negli Stati Uniti. La popolazione al censimento del 2000 era di 13 146 abitanti. Il capoluogo di contea è Lunenburg.

## Storia
La Contea di Lunenburg venne creata il 1º maggio 1746 e prese il nome dal Brunswick-Lüneburg, uno dei domini della famiglia reale inglese degli Hannover.